# قایق گشت زنی کلاس اقیانوس آرام
قایق گشت‌زنی کلاس اقیانوس آرام (به انگلیسی: Pacific-class patrol boat) که همچنین به عنوان کلاس انجمن اقیانوس آرام (Pacific Forum class)  و کلاس ASI 315  نیز شناخته می‌شود، کلاسی متشکل از ۲۲ قایق گشت زنی ساخته شده توسط استرالیا است که به ۱۲ کشور قرار گرفته در اقیانوسیه اعطا شده‌است. این قایق‌ها بین سالهای ۱۹۸۵ تا ۱۹۹۷ ساخته شده‌اند و توسط نیروی دریایی، نگهبانان ساحلی و نیروهای پلیس ۱۲ کشور مورد نظر استفاده می‌شوند. 